# Uttana padásana
Uttana padásana (uttāna pādāsana) neboli Zvednuté nohy je ásana, kdy jogín leží na zádech s nohama u sebe zvednuté rovně nahoru.

## Etymologie
Název pochází ze Sanskrtského slova uttana (उत्तान, uttāna), což znamená "intenzivní natažení" nebo "rovně" nebo "natažení" a pada (पाद, pāda), což znamená "chodidlo" nebo "noha", a asana (आसन, āsana), což znamená "držení těla" nebo "sezení".

## Variace
Urdhva Prasarita Padásana (Nahoru rozšířená noha)